# Řád cti (Bělorusko)
Řád cti (bělorusky Ордэн Пашаны) je běloruské státní vyznamenání založené roku 1995. Udílen je občanům republiky i cizím státním příslušníkům, a to jednotlivcům i kolektivům.

## Historie a pravidla udílení
Vyznamenání bylo založeno zákonem Nejvyšší rady Běloruské republiky č. 3726-XII ze dne 13. dubna 1995. První dekret o jeho udělení byl vydán 24. prosince 1997. Jako první jej obdržela veslařka a dvojnásobná olympijská vítězka Jekatěrina Karstenová za vysoké sportovní výsledky a velký přínos k rozvoji tělesné kultury a sportu. Vzhled vyznamenání byl stanoven dekretem prezidenta Běloruské republiky č. 516 ze dne 6. září 1999.
Řád je udílen občanům Běloruské republiky za velké úspěchy ve výrobě a výzkumu, v oblasti státní, sociokulturní a sportovní činnosti a v dalších oblastech lidské snahy. Udílen je také za významné úspěchy v lékařské péči o obyvatelstvo, ve školství a při výchově dětí a mládeže. Může být udělen i za dosažení vysoké produktivity práce, za zlepšení kvality produktů, snížení materiálových a mzdových nákladů na jeho výrobu, stejně jako za zavedení do výroby nové technologie, zejména za cenné vynálezy a inovace. Udílen je také za plodné státní a veřejné aktivity, za zásluhy o rozvoj hospodářských, vědeckých, technických, kulturních a dalších vazeb mezi Běloruskem a dalšími státy. Udílen je i za dosažení vysokého výkonu v průmyslu, zemědělství, stavebnictví, dopravě, obchodu a komunálních službách a v dalších pracovních oblastech. Vyznamenání může být uděleno jak jednotlivci tak organizací, vojenské jednotce či jinému útvaru ozbrojených sil Běloruské republiky či pracovnímu kolektivu.
Řád cti se nosí nalevo na hrudi. V přítomnosti dalších běloruských vyznamenání se nosí za Řádem za osobní odvahu.

## Insignie

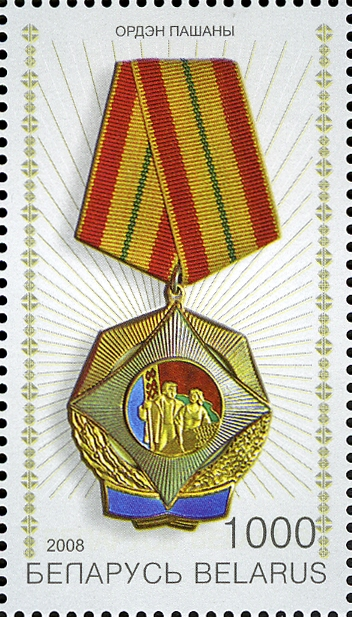
Běloruská poštovní známka z roku 2008

Řád má tvar zaobleného pozlaceného osmiúhelníku. Na něm je položena čtyřcípá stříbrná hvězda s reliéfním vyobrazením muže a ženy uprostřed. Muž drží v ruce barevně smaltovanou běloruskou vlajku a žena snop obilí. Velikost odznaku je 50 × 46 mm. Zadní strana odznaku je hladká se sériovým číslem vyznamenání uprostřed. Vyroben je z pozlaceného stříbra.
Řádový odznak je připojen pomocí jednoduchého kroužku ke kovové destičce ve tvaru pětiúhelníku potažené hedvábnou stuhou z moaré. Stuha sestává z úzkého proužku zelené barvy uprostřed, na který z obou stran navazuje pruh žluté barvy, dále pruh červené barvy a stuha je lemovaná úzkým žlutým proužkem.